# JW Library
JW Library è un'applicazione gratuita prodotta dai Testimoni di Geova e pubblicata nel 2013. Contiene varie traduzioni bibliche, oltre a libri e opuscoli per lo studio della Bibbia. All'interno dell'applicazione è possibile trovare la Traduzione del Nuovo Mondo delle Sacre Scritture in 235 lingue, pubblicazioni di vario tipo in 687 lingue e materiali multimediali in 988 lingue.